# Daniel Marcovitch
Pour les articles homonymes, voir Marcovitch.
Daniel Marcovitch, né le 31 janvier 1945 à Villeneuve-sur-Lot, est un homme politique français.

## Détail des fonctions et des mandats
Mandat parlementaire
- 5 juillet 1997 - 18 juin 2002 : Député de la 19e circonscription de Paris